# Lobster (police de caractères)
Pour les articles homonymes, voir Lobster (homonymie).
Lobster est une police de caractères créée en 2010 par Pablo Impallari et disponible gratuitement sur Google Fonts où elle est une des polices les plus populaires. En 2011, des caractères cyrilliques sont conçus par Alexei Vanyashin et Gayaneh Bagdasaryan.